# Séisme de 1975 à Hawaï
Séisme de 1975 à Hawaï est un tremblement de terre qui s'est produit à Hawaï le 29 novembre 1975. La magnitude était de 7,4. Il y a eu un tsunami. Deux personnes sont décédées.